# Raoul Cauvin

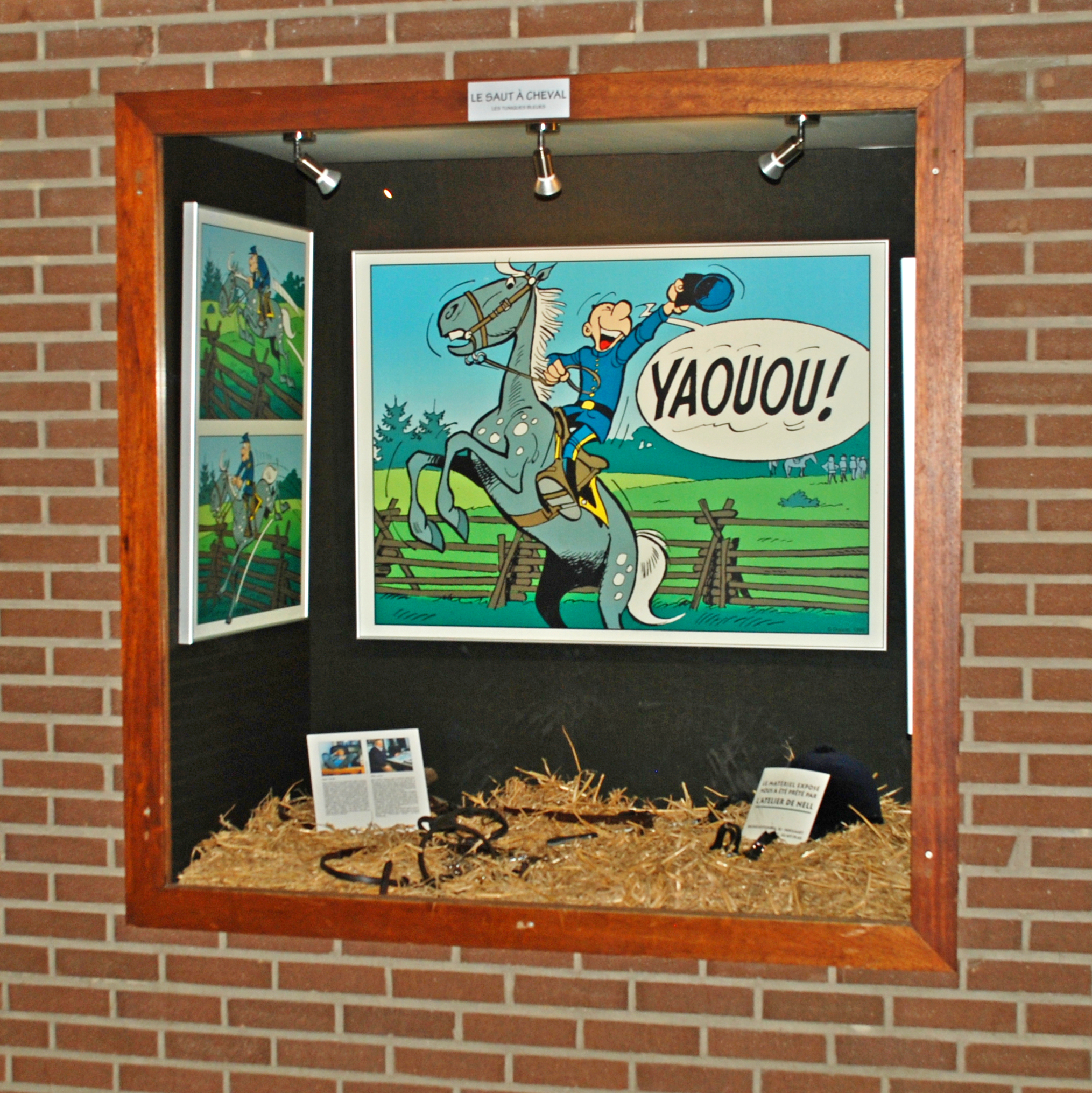
Cabo Blutch.

Raoul Cauvin (Antoing, 26 de septiembre de 1938-19 de agosto de 2021) fue un guionista de cómics belga.
Conocido por haber sido uno de los autores más prolíficos de la historieta franco-belga, con más de 45 millones de álbumes vendidos entre sus distintos trabajos para la editorial Dupuis. El elevado volumen de obras en las que estuvo involucrado hizo que no fuese muy apreciado entonces por la crítica, aunque con el paso del tiempo se ha puesto en valor su aportación a la industria del cómic europeo. Sus series más conocidas son Los "Guerreras azules" y Mujeres de blanco; también ha trabajado en Spirou y Fantasio (junto con Nicolas Broca), El agente 212, Pedro Tumbas y Sammy.

## Biografía
Después de su entrada en la editorial Dupuis en el principio de los años 1960 y de varias colaboraciones para la revista Spirou (publicación de Dupuis), su carrera levantó vuelo con la creación de la serie Les Tuniques Bleues (Guerreras Azules) en 1968. Esta serie humorística narra las aventuras de dos oficiales nordistas durante la Guerra de Secesión en Estados Unidos, y fue un éxito popular inmediato. 
Cauvin se convirtió en los años 1970 en uno de los autores de historieta más activos, participando en muchas series publicadas en Spirou, como Spirou y Fantasio, además de crear las suyas propias: Sammy (1972), Pauvre Lampil (1974), L'Agent 212 (1975), etc.
En los años 80 lanzó otras series que han sido grandes éxitos comerciales: Mujeres de blanco, Pierre Tombal o Cédric, que se componen de historias humorísticas cortas (modelo del "gag", de una a cuatro páginas) describiendo la vida cotidiana de unas enfermeras, un enterrador y un alumno, respectivamente.

## Obra
Las principales obras del autor en orden cronológico (con año de primera publicación, nombre del dibujante y número de álbumes):
| Años             | Título              | Dibujante          | Álbumes |
| ---------------- | ------------------- | ------------------ | ------- |
| 1968-1969        | Arthur et Léopold   | Eddy Ryssack       |         |
| 1968-continuando | Les Tuniques Bleues | Salvérius y Lambil | 54      |
| 1969             | Les mousquetaires   | Luc Mazel          |         |
| 1972-continuando | Sammy               | Berk               | 40      |
| 1974-1995        | Pauvre Lampil       | Willy Lambil       | 7       |
| 1975             | Godaille et Godasse | Jacques Sandron    |         |
| 1975-continuando | L'Agent 212         | Kox                | 27      |
| 1975-continuando | Les Jungles perdues | Luc Mazel          | 10      |
| 1981-continuando | Mujeres de blanco   | Bercovici          | 32      |
| 1983-continuando | Pierre Tombal       | Hardy              | 26      |
| 1983-1984        | Spirou y Fantasio   | Broca              | 3       |
| 1989-continuando | Cédric              | Laudec             | 24      |
| 1990-continuando | Cupidon             | Malik              | 21      |
| 1994-continuando | Les Psy             | Bédu               | 17      |